# Зигфрид I (Ваймар-Орламюнде)
Зигфрид фон Баленщет (на немски: Siegfried von Ballenstedt, * 1075, † 9 март 1113) от род Аскани e от ок. 1080 г. граф на Баленщет, от 1095/1097 до 1113 г. като Зигфрид I пфалцграф при Рейн и граф на Ваймар-Орламюнде между 1112 и 1113 г.
Той е вторият син на граф Адалберт II фон Баленщет (1030 – 1080) и пфалцграфиня Аделхайд фон Ваймар-Орламюнде († 1100), дъщеря и наследничка на граф Ото фон Ваймар († 1067). 
След убийството на баща му през 1080 г. Зигфрид става заедно с по-големия му брат Ото Богатия († 1123) граф на Баленщет. Майка му се омъжва за пфалцграф Херман II от Лотарингия († 1085, Ецони) и след това за първия пфалцграф на Рейн Хайнрих II от Лаах († 1095, Вигерихиди или също Люксембурги).
Зигфрид наследява от майка си Ваймар-Орламюнде и от Хайнрих II през 1097 г. пфалцграфството при Райн.
Той предприема пътуване до Йерусалим. През 1112 г. продължава основаването на манастир Лаах, който е започнат от доведения му баща пфалцграф Хайнрих II от Лаах.
Зигфрид е нападнат от привържениците на император Хайнрих V. (1106 – 1125) и е тежко ранен при Варнщет (при Тале) на 21 февруари 1113 г. и умира на 9 март. Зигфрид оставя два непълнолетни сина. Пфалцграфството е дадено на Готфрид фон Калв.
Вдовицата му Гертруда фон Нортхайм се омъжва през 1115 г. за Ото I от Салм, пфалцграф при Рейн.

## Деца
Зигфрид е женен за Гертруда фон Нортхайм (1090–пр. 1165), наследничка на Бентхайм и Рейнек, дъщеря на граф Хайнрих фон Нортхайм († 1101) и Гертруда от Брауншвайг († 1117) и сестра на Рихенза (1086/87 – 1141), от 1100 г. съпруга на император Лотар III Суплинбург. Те имат децата:
- Зигфрид II (1107 – 1124), от 1113 граф на Ваймар-Орламюнде, титулярен пфалцграф при Рейн
- Адела, ∞ Конрад I фон Тенглинг-Пайлщайн († ок. 16 март 1168), син на граф Фридрих II фон Тенглинг († 1120)
- Вилхелм (1112 – 1140), от 1124 граф на Ваймар-Орламюнде, пфалцграф при Рейн от 1126/1129